# Sabeur Trabelsi
Sabeur Trabelsi (in arabo صابر طرابلسي‎?; 18 febbraio 1984) è un calciatore tunisino, attaccante dell'Olympique du Kef.

## Carriera

### Nazionale
Con la selezione olimpica ha partecipato alle olimpiadi di Atene 2004.